# Premià de Mar (kommunhuvudort)
Premià de Mar är en kommunhuvudort i Spanien.   Den ligger i provinsen Província de Barcelona och regionen Katalonien, i den östra delen av landet, 500 km öster om huvudstaden Madrid. Premià de Mar ligger 6 meter över havet och antalet invånare är 27 399.
Terrängen runt Premià de Mar är huvudsakligen kuperad, men den allra närmaste omgivningen är platt. Havet är nära Premià de Mar åt sydost.  Närmaste större samhälle är Mataró, 8,6 km nordost om Premià de Mar. 